# فيرنون كاري
فيرنون كاري (بالإنجليزية: Vernon Carey)‏ هو لاعب كرة قدم أمريكية أمريكي، ولد في 31 يوليو 1981 في ميامي في الولايات المتحدة.

## وصلات خارجية
- فيرنون كاري على موقع إي إس بي إن.كوم (أن.أف.أل)3
- فيرنون كاري على موقع مرجع كرة القدم المحترفة.كوم (الإنجليزية)